# エバート・バンカー (ニューヨーク州議会議長)
Evert Bancker (1721年5月29日 - 1803年1月13日) はアメリカの商人、政治家。

## 生涯
クリストフェル・Bancker (1695年10月27日生、エバート・バンカー (オールバニ市長)の息子) とエリザベス・Hooglant夫妻の息子として生まれる。1748年、エリザベス・Boelenと結婚した。
従兄弟のジェラード・Banckerと共に、ニューヨークで商売を始め、1769年からアメリカ合衆国の独立までの間、イギリス軍に物資を供給した。ニューヨーク市のBarrack Mastersとして、多くの時間を過ごした。アメリカ独立戦争の開始時に、Committee of One Hundredになることを選んだ。
第2代から4代のNew York Provincial Congressの代議員に選出され、1776年にCommittee of Safetyによって任命された12人の特別委員の1人となり、1777年から1783にかけて ニューヨーク州議会議員、1779年8月から1783年3月まで議長を務めた。
独立戦争後は引退し、息子。Abraham Boelen Bancker (bptd. 1754年9月25日- 1806年2月7日; 1784年から1801年までニューヨーク州上院議員)と一緒にキングストン (ニューヨーク州)に住んでいた。キングストンのオランダ改革派教会の南西角付近に埋葬された。 

## 情報源
- Cemetery Register
- Bancker Ancestry
- Short Bio
- Political Graveyard
- Ancestry of Harold Arvid Cox Dahl